# Gehyra papuana
Gehyra papuana (папуаська дтелла) — вид геконоподібних ящірок родини геконових (Gekkonidae). Ендемік Нової Гвінеї.

## Поширення і екологія
Папуаські дтелли мешкають в прибережних районах Нової Гвінеї.